# 78-as busz (Budapest)
A budapesti 78-as jelzésű autóbusz a Baross tér, Keleti pályaudvar és a Naphegy tér között közlekedett. A vonalat a Budapesti Közlekedési Zrt. üzemeltette, a járműveket a Kelenföldi autóbuszgarázs állította ki.

## Története
Korábban 89A jelzéssel közlekedett Baross tér, Keleti pályaudvar és a Mikó utca között. 1977. január 1-jén 78-asra számozták át és a Naphegy térig hosszabbították meg. Éjszaka az Örs vezér tere és az Erzsébet híd, budai hídfő között szintén 78-as jelzésű járat közlekedett, mely később megkülönböztetésként a 78É jelzést kapta.
A 2008-as paraméterkönyv bevezetésével augusztus 21-én a 178-as jelzést kapta és útvonala a Stadionok, metróállomásig hosszabbodott. Követési ideje napközben 30 percre ritkult, melyet az újonnan indított 178A jelzésű betétjárata sűrített a korábbi 78-as vonalán munkanapokon 10, hétvégén 15 percesre.

## Járművek
1977 és 1990 között a vonalon Ikarus 260-as típusú autóbuszok közlekedtek, majd 1990-től megjelentek az Ikarus 415 típusúak is. 1999-ben ez volt Budapest első vonalainak egyike, amelyen a BKV első alacsony padlós járművei, az Ikarus 412-es buszok közlekedtek.

## Útvonala
| Baross tér, Keleti pályaudvar felé | Naphegy tér felé |
| --- | --- |
| Naphegy tér vá. – Dezső utca – Czakó utca – Aladár utca – Mészáros utca – Krisztina tér – Alagút utca – Attila út – Dózsa György tér – Krisztina körút – Erzsébet híd – Szabad sajtó út – Ferenciek tere – Kossuth Lajos utca – Rákóczi út – Kerepesi út – Baross tér, Keleti pályaudvar vá. | Baross tér, Keleti pályaudvar vá. – Baross tér – Rákóczi út – Kossuth Lajos utca – Ferenciek tere – Szabad sajtó út – Erzsébet híd – Döbrentei tér – Attila út – Alagút utca – Krisztina tér – Mészáros utca – Aladár utca – Czakó utca – Dezső utca – Naphegy tér vá. |

## Megállóhelyei
| 0  | Baross tér, Keleti pályaudvar végállomás          | 21 | 7, 7, 20, 30, 67V, 73, 173, Pólus 24 73, 76, 78, 79, 80 Budapest-Keleti |
| 2  | Baross tér, Keleti pályaudvar (↓) Kerepesi út (↑) | 20 | 7, 7, 20, 30, 67V, 73, 173, Pólus 24 73, 76, 78, 79, 80 Budapest-Keleti |
| 3  | Huszár utca (↓) Berzsenyi utca (↑)                | 18 | 7, 73                                                                   |
| 5  | Blaha Lujza tér                                   | 16 | 7, 7, 73, 99, 173 4, 6, 28, 37, 37A 74                                  |
| 7  | Kazinczy utca (↓) Vas utca (↑)                    | 14 | 7, 73, 233E, 239 74                                                     |
| 8  | Astoria                                           | 13 | 7, 9, 47-49V, 73, 112, 149V, 233E, 239, 249V 74                         |
| 10 | Ferenciek tere                                    | 11 | 5, 7, 7, 8, 47-49V, 73, 112, 173, 233E, 239                             |
| ∫  | Döbrentei tér                                     | 9  | 5, 7, 8, 73, 86, 112 18, 19, 41, 41A, 56                                |
| 12 | Szarvas tér                                       | ∫  | 5 18, 19, 41, 41A, 56                                                   |
| 13 | Dózsa György tér                                  | 7  | 5, 16 18, 56                                                            |
| 15 | Krisztina tér (↓) Alagút utca (↑)                 | 6  | 5, 16, 105 18, 56                                                       |
| 16 | Győző utca (↓) Mészáros utca (↑)                  | 4  | 105                                                                     |
| 17 | Zsolt utca                                        | 3  |                                                                         |
| 19 | Czakó utca (↓) Hegyalja út (↑)                    | 1  | 8, 27, 112                                                              |
| 21 | Naphegy tér végállomás                            | 0  |                                                                         |